# Kokomian
 Kokomian è una città e sottoprefettura della Costa d'Avorio appartenente al dipartimento di Bondoukou. Conta una popolazione di 10 438 abitanti (censimento 2014).